# Bernardo
Bernardo ist eine italienische, spanische und portugiesische Form des männlichen Vornamens Bernhard.

## Namensträger

### Vorname
- Bernardo Atxaga (* 1951), baskischer Schriftsteller
- Bernardo Bandini Baroncelli (1420–1479), italienischer Bankier und Attentäter
- Bernardo de Balbuena (1568–1627), spanischer Dichter
- Bernardo Bellotto (1722–1780), venezianischer Maler
- Bernardo Bembo (1433–1519), venezianischer Politiker und Gelehrter
- Bernardo Bertolucci (1940/41–2018), italienischer Filmregisseur
- Bernardo Buontalenti (1531–1608), italienischer Maler
- Bernardo Calderón Cabrera (1922–2003), mexikanischer Architekt
- Bernardo Castello (1557 ?–1629), italienischer Maler
- Bernardo Corradi (* 1976), italienischer Fußballspieler und -trainer
- Bernardo Alberto Houssay (1887–1971), argentinischer Physiologe
- Bernardo Kuczer (1955–2023), argentinischer Komponist, Musiktheoretiker und Architekt
- Bernardo Machiavelli (?–1500), Vater von Niccolò Machiavell
- Bernardo Navagero (1507–1565), Kardinal
- Bernardo O’Higgins (1778–1842), chilenischer Militär und Unabhängigkeitskämpfer
- Bernardo Pasquini (1637–1710), italienischer Musiker
- Bernardo Polo, auch bekannt als Pseudo-Hiepes (aktiv um 1650 – um 1700), spanischer Maler
- Bernardo Provenzano (1933–2016), italienischer Mafioso
- Bernardo Quaranta (1796–1867), italienischer Archäologe
- Bernardo Redín (* 1963), kolumbianischer Fußballspieler und -trainer
- Bernardo Romeo (* 1977), argentinischer Fußballspieler
- Bernardo Rucellai (1449–1514), italienischer Gelehrter
- Bernardo de Sá Nogueira de Figueiredo (1795–1876), portugiesischer Politiker
- Bernardo Salviati (1508–1568), Kardinal
- Bernardo de Sandoval y Rojas (1546–1618), Kardinal
- Bernardo Sassetti (1970–2012), portugiesischer Pianist und Komponist
- Bernardo Segura (* 1970), mexikanischer Leichtathlet
- Bernardo Sepúlveda Amor (* 1941), mexikanischer Jurist
- Bernardo Fernandes da Silva (* 1965), brasilianischer Fußballspieler, siehe Bernardo (Fußballspieler, 1965)
- Bernardo Fernandes da Silva Junior (* 1995), brasilianischer Fußballspieler, siehe Bernardo (Fußballspieler, 1995)
- Bernardo Silva (* 1994), portugiesischer Fußballspieler
- Bernardo Storace (1637–1707), italienischer Komponist
- Bernardo Strozzi (1581–1644), italienischer Maler
- Bernardo Tasso (1493–1569), italienischer Dichter

### Familienname
- Andreas di Bernardo (* 1977), österreichischer Triathlet
- Gilson Bernardo (Gilson Alves Bernardo, auch Gilsão Mão-de-Pilão; * 1968), brasilianischer Volleyballspieler
- Jacinta Paula Bernardo, osttimoresische Beamtin
- Jhonatan Bernardo (* 1988), brasilianischer Fußballspieler
- José Carlos Bernardo (1945–2018), brasilianischer Fußballspieler, siehe Zé Carlos (Fußballspieler, 1945)
- Joseph Bernardo (1929–2023), französischer Schwimmer
- Lucie Bernardo (1885–1956), deutsche Soubrette und Lachkünstlerin
- Markus di Bernardo (* 1990), österreichischer Politiker (FPÖ)
- Marximina Bernardo (* 1979), angolanische Fußballschiedsrichterin
- Mike Bernardo (1969–2012), südafrikanischer Kampfsportler
- Narciso Bernardo (1937–2008), philippinischer Basketballspieler und -trainer sowie Politiker
- Natália Bernardo (* 1986), angolanische Handballspielerin
- Natan Bernardo de Souza (* 2001), brasilianischer Fußballspieler
- Paquita Bernardo (1900–1925), argentinische Komponistin, Bandoneonistin und Bandleaderin
- Patrizia de Bernardo Stempel (* 1953), italienische Philologin
- Paulo Bernardo (* 2002), portugiesischer Fußballspieler
- Renato de Bernardo (* 1960), italienischer Rugby-Union-Spieler
- Roger de Oliveira Bernardo (* 1985), brasilianischer Fußballspieler

## Sonstiges
- Bernardo (New Mexico), Ort in New Mexico, USA
- Bernardo (Texas), Ort in Texas, USA